# Hyposmocoma mokumana
Hyposmocoma mokumana là một loài bướm đêm thuộc họ Cosmopterigidae. Đây là loài đặc hữu của đảo Necker thuộc quần đảo Tây Bắc Hawaii. Loài này sống ở đồi Annexation (Annexation Hill) trên đảo.
Hyposmocoma mokumana có sải cánh dài 11,4–14,3 mm.